# Новое Зубарево
Ново Зубарёво — село, центр сельской администрации в Краснослободском районе. Население 235 чел. (2001), в основном русские.

## География
Село расположено в 11 км от районного центра и 63 км от железнодорожной станции Ковылкино.

## История
Название-антропоним: владельцами деревни Зубарёвка (Орловка) Пензенского уезда и Старая Зубарёвка Краснослободского уезда были служилые люди Зубарёвы. В «Списке населённых мест Пензенской губернии» (1869) Ново Зубарёво — деревня казённая из 80 дворов (623 чел.) Краснослободского уезда В 1894 в селе открыта ЦПШ; первые учителя — сёстры В.П. и З. П. Лосевы, директор — М. А. Мурзо. В 1912 построено новое здание школы.
В 1921 образован сельсовет (председатель — А. И. Гуськов), в 1930 — колхоз «Красная свобода» (организаторы — Н. Ф. Кулагин, Е. И. Дудов, председатель — М. П. Гладков), комсомольская ячейка во гл. с А. В. Кряжевым; построена ветряная мельница; в 1950—60-е гг. — клуб, электростанция, проведено кабельное радио. С 1998 в селе Ново Зубарёво — подсобное хозяйство ОАО «Краснослободская МПМК».
В современном селе — основная школа, библиотека, ДК, фельдшерско-акушерский пункт, отделение связи, магазин; Михаило-Архангельская церковь.

## Население
| 2002 | 2010 |
| ---- | ---- |
| 219  | ↘182 |

Уроженцы села — участники Русско-турецкой 1777—78 (Ф. С. Гладков) и Русско-японской 1904—05 (В. И. Инюшкин, С. Самохвалов) войн, событий 1917 (С. Д. Давыдов, Г. Ф. Кузякин, И. Стариков), вице-адмирал А. С. Шиндяев, полковники Ю. С. Клычихин, Г. В. Кряжев, передовик сельскохозяйственного производства орденоносец А. Н. Гришунина, заслуженный ветеринар РСФСР П. П. Васинов, заслуженный врач МАССР И. Г. Алексин, заслуженные учителя Мордовии П. Г. Алексин, А. С. Гладкова, П. А. Машкова, Н. Н. Мусаткина, М. С. Янкин, учёные А. И. Кулагин, Д. И. Кулагин, А. М. Мотин.

## Источник
- Энциклопедия Мордовия, М. С. Волкова.